# Wogastisburg
Die Wogastisburg war eine in der sogenannten Fredegar-Chronik zum Jahr 631/632 erwähnte Burg oder Siedlung oder ein befestigtes Lager in Mitteleuropa. Hier wurde das austrasische Hauptheer von König Dagobert I. durch ein slawisches Heer des Samo vernichtend geschlagen. Die Lage des Ortes und damit des Schlachtfeldes sind unbekannt.

## Die Schlacht um Wogastisburg
Die Schlacht bei der Wogastisburg fand 631 (oder 632) zwischen den Wenden unter Samo und dem fränkischen König Dagobert I. statt.
Nachdem fränkische Kaufleute von Wenden beraubt und umgebracht worden waren, versuchte König Dagobert vergeblich, Samo zu Wiedergutmachungen zu veranlassen. Daraufhin marschierte ein starkes fränkisches Heer gegen Samo. Während zwei der drei fränkischen Heersäulen Erfolge verbuchen konnten und eine große Zahl von Wenden gefangen nahmen, stieß das Heer aus Austrasien auf größeren Widerstand. Bei der (bis heute nicht genau lokalisierten) slawischen Grenzfestung Wogastisburg blieb der Vormarsch stecken. Nach dreitägigen Auseinandersetzungen siegten die Slawen, die austrasischen Truppen mussten übereilt den Rückzug antreten, die angrenzenden fränkischen Ländereien wurden in der Folgezeit geplündert.
In der Fredegar-Chronik (IV 68) wird für das Jahr 631/32 von gescheiterten diplomatischen Verhandlungen zwischen einem Abgesandten des fränkischen Königs Dagobert I. mit Samo berichtet, dem ursprünglich selbst aus dem Frankenreich stammenden Herrscher eines slawischen Bevölkerungsverbandes. Daraufhin entschloss sich Dagobert zu einem großangelegten Feldzug gegen das Reich des Samo. Die mit ihm verbündeten Alamannen unter Herzog Chrodobert griffen die Randgebiete des Reichs an. Die verbündeten friulanischen Langobarden fielen sehr wahrscheinlich von Süden ein und besetzten die „regio Zellia“, wohl im heutigen Gailtal in Kärnten gelegen. Das vielleicht von Dagobert selbst angeführte austrasische Hauptheer sollte in das Herz des Reiches vordringen. Den einzelnen Heeren gelang es jedoch nicht, sich zu vereinigen. Während die ersten beiden Teilheere siegreich mit vielen Gefangenen zurückkehrten, wurde das austrasische Hauptheer nach einer dreitägigen vergeblichen Belagerung eines castrum vuogastisburc genannten Ortes total geschlagen. Die übrig gebliebenen Kämpfer Dagoberts mussten flüchten und sämtliche Waffen und Zelte zurücklassen.
Ein Ergebnis der Schlacht war, dass die Unabhängigkeit dieses ersten überregionalen slawischen Reichs in Mitteleuropa erhalten blieb. Nach dieser Schlacht konnte Samo seine Stellung festigen. Unter anderem schloss sich ihm der sorbische Fürst Derwan (Dervan) an, dessen Stamm bislang dem Frankenreich unterworfen war.

## Grundsätzliches zur Lokalisierung
Es existieren zahlreiche Lokalisierungsvorschläge für den Ort Wogastisburg. Da es sich jedoch um die einzige überlieferte Ortsangabe für das Reich des Samo handelt, bleiben diese Überlegungen allesamt spekulativ. Meistens wird angenommen, dass Dagobert ohne Umweg (das heißt vom Westen) ins „Zentrum“ des Reiches von Samo gelangen wollte, dieses aber nicht erreichte, so dass sich Wogastisburg irgendwo am westlichen Rande des Reiches des Samo befand. Genau genommen ist dies aber nur eine reine Annahme und mangels schriftlicher Hinweise steht einer Lokalisierung von Wogastisburg an fast jedem beliebigen Ort im östlichen Mitteleuropa nichts im Wege. Hinzu kommt, dass auch die genaue Lage des Reiches des Samo selbst und/oder seines Zentrums eher umstritten bleibt. Der Kern des Reiches lag mit hoher Wahrscheinlichkeit im Raum der mittleren Donau und March, das heißt im heutigen Mähren, Niederösterreich und der Südwestslowakei.
Nach neueren archäologischen und dendrochronologischen Untersuchungen wurden im 7. Jahrhundert in Ostmitteleuropa noch keine befestigten Burganlagen errichtet. Es ist daher die Frage zu stellen, ob die Wogastisburg genannte Lokalität überhaupt mit einem der bekannten Burgwälle verbunden werden kann, und ob sie nicht trotz der Benennung als castrum (= in der Regel „befestigter Ort“) viel eher eine nur leicht befestigte Anlage zum Beispiel in Form einer Wagenburg oder eines offenen Lagers (ähnlich den awarischen „Ringen“) war. Eine sicherlich hölzerne Befestigung könnte in der Konfliktsituation durchaus auch in sehr kurzer Zeit errichtet worden sein, wobei auch eine Wiederbenutzung einer älteren Wallanlage möglich ist. Für diese Interpretation spricht auch, dass Fredegar das Wort castrum bei der Beschreibung anderer Feldzüge auch im Sinne „kurzfristig errichtete Befestigung“ oder „bewaffnetes militärisches Lager“ verwendet.
In eine ähnliche Richtung weisen sprachwissenschaftliche Überlegungen, nach denen der in den fränkischen Quellen vuogastisburc genannte Ort wahrscheinlich auf eine Bildung aus dem altslawischen gost/gast/gošc = Kaufmann und dem lateinischen burgus, das heißt nichtagrarische, stadtähnliche Siedlung beziehungsweise wiederum Kaufmannsniederlassung, zurückgeht. Siehe auch unten (c). Anderen Theorien zufolge steht jedoch „gast“ im Namen Wogastisburg für Hochwald (tschechisch und slowakisch „hvozd“) oder es handelt sich einfach um einen Personennamen.

## Lokalisierungsvorschläge
Zu den zahlreichen Lokalisierungsvorschlägen zählen vor allem (von West nach Ost):

## Karte
Wogastisburg

 im 20. Jahrhundert am häufigsten gesuchte Orte (Grau hinterlegt ist das Gebiet Tschechiens)

Link zum Bild

(Bitte Urheberrechte beachten)
Legende:
- (1) Staffelberg bei Staffelstein
- (2) Burk bei Forchheim
- (3) Úhošť bei Kadaň
- (4) Rubín bei Podbořany
- (5) Niederlausitz
- (6) Melk
- (7) Znojmo
- (8) Wien
- (9) Mikulčice
- (10) Bratislava
- (11) Hostýn